# Oriano Ripoli
Oriano Ripoli (Pisa, 19 dicembre 1923 – Pisa, 11 ottobre 2019) è stato un politico italiano.

## Biografia
Cofondatore del Partito Socialista Italiano a Pisa nel 1945, divenne dirigente della Saint-Gobain e sindacalista della Cgil, ispirando la sua politica all'ipotesi di un umanesimo socialista-cristiano, che negli anni sessanta lo portò a riorganizzare, come presidente, il servizio di trasporto pubblico comunale nella "Atum".  Partecipò alle mobilitazioni dei lavoratori della sua fabbrica, della VIS e della Richard-Ginori, contribuendo alla nascita di cooperative locali nel comparto chimico e del vetro.
Divenne consigliere comunale a Pisa per il PSI a partire dagli anni settanta, e ricoprì la carica di assessore alla pubblica istruzione e vicesindaco nelle giunte guidate da Luigi Bulleri e Vinicio Bernardini. Fu eletto sindaco di Pisa il 10 settembre 1985, da venticinque consiglieri socialisti, repubblicani e liberali, con l'appoggio esterno della Democrazia Cristiana. Questo fu il risultato di un progressivo allontanamento dei socialisti dal Partito Comunista Italiano, che culminò in una rottura e nell'esclusione dei comunisti dalla giunta pisana. Dopo le trattative, Ripoli nominò gli assessori della sua giunta il 25 settembre successivo. In tal modo, Ripoli si ritrovò ad amministrare la città senza una maggioranza, ma con la metà esatta dei consiglieri comunali, pari a 25 voti su 50, dovendo tentare una costante mediazione per il ventiseiesimo voto mancante.
Ripoli rassegnò le dimissioni il 15 luglio 1986, e fu eletto come successore Giacomino Granchi.
Morì a Pisa l'11 ottobre 2019 all'età di novantacinque anni.